# Giaglione
Giaglione is een gemeente in de Italiaanse provincie Turijn (regio Piëmont) en telt 681 inwoners (31-12-2004). De oppervlakte bedraagt 33,6 km², de bevolkingsdichtheid is 20 inwoners per km².
De volgende frazioni maken deel uit van de gemeente: Sant'Andrea, Sant'Antonio, San Giuseppe, San Lorenzo.

## Demografie
Giaglione telt ongeveer 292 huishoudens. Het aantal inwoners steeg in de periode 1991-2001 met 4,1% volgens cijfers uit de tienjaarlijkse volkstellingen van ISTAT.
| Jaar | Inwoneraantal |
| ---- | ------------- |
| 1991 | 665           |
| 2001 | 692           |

## Geografie
De gemeente ligt op ongeveer 774 m boven zeeniveau.
Giaglione grenst aan de volgende gemeenten: Bramans (FR-73), Chiomonte, Exilles, Gravere, Mompantero, Susa, Venaus.